# ولاد الشلح (سبوالخرط)
ولاد الشلح هو دُوَّار يقع بجماعة الحوافات، إقليم سيدي قاسم، جهة الرباط سلا القنيطرة في المملكة المغربية. ينتمي الدوّار لمشيخة سبوالخرط التي تضم 16 دوار. يقدر عدد سكانه بـ 296 نسمة حسب الإحصاء الرسمي للسكان والسكنى لسنة 2004.

## روابط خارجية
- البوابة الوطنية للجماعات الترابية
- المندوبية السامية للتخطيط